# Myroxylon balsamum
Myroxylon balsamum (L.) Harms, 1908 è un albero della famiglia delle Fabacee (o Leguminose), diffuso nell'America tropicale. Dalla pianta si ricava il balsamo del tolù, dalla cittadina colombiana di Tolù. Da tale balsamo fu estratto per la prima volta il toluene nel 1841.

## Usi
Dalla pianta viene estratto un liquido giallognolo che viene utilizzato in medicina ed in aromaterapia.

L'utilizzo degli estratti di questa pianta sono utilizzati in medicina per il sistema immunitario, le malattie respiratorie, urinarie, del sistema nervoso centrale e della cute, e nella cosmesi.